# 連続ドラマ
連続ドラマ（れんぞくドラマ）とは、5話、10話などに分けて放送するテレビなどのドラマ。
連日放送されるもの（帯ドラマ）もあれば、週に1回放送されるものもある。
例えば日本のNHK夜の連続ドラマは、NHK総合テレビで月曜〜木曜の夜に放送されていたテレビドラマシリーズ（2004年度及び2005年度は「よるドラ」というタイトル）であった。
連続ドラマは、設定は共通しているが1話完結のエピソードを繋げていくものもあれば、物語が連続していて、様々な伏線を張りながら結末に向かって進んでいくものもある。
多くの場合、放送回数はあらかじめ決まっているが、民間放送の場合、視聴率に応じててこ入れを行うことがあるため、初回では予想もつかない進展の仕方をしたり、伏線が活かされないまま打ち切りになることもある。